# Cassville (Missouri)
Cassville – miasto w Stanach Zjednoczonych, w stanie Missouri, w hrabstwie Barry.